# Diether Roderich Reinsch
Diether Roderich Reinsch (Wrocław, 11 de febrer del 1940) és un bizantinista alemany.
Un cop acabat el batxillerat el 1959 a Wuppertal, Reinsch començà a estudiar Filologia Clàssica i Germanística a les universitats de Colònia, Tübingen i Atenes (amb una beca el 1962/1963), així com a la Universitat Lliure de Berlín, on el 1967 es graduà amb el Staatsexamen en Filologia Clàssica. A continuació, fins al 1974 cursà Estudis Bizantins a la Universitat Lliure de Berlín i treballà de becari de recerca al seu Arxiu Aristòtil. Obtingué el doctorat en Estudis Bizantins amb la tesi Die Briefe des Matthaios von Ephesos im Codex Vindobonensis Theol. Gr. 174 (‘La correspondència de Mateu d'Efes en el Codex Vindobonensis Theol. Gr. 174’) i l'any següent esdevingué professor ajudant del seminari de Filologia Clàssica. En concloure la seva Habilitation en Estudis Bizantins i Filologia Neogrega el 1981 amb el treball Kritobulos von Imbros, Historien (‘Critòbul d'Imbros, Històries'), treballà en diversos projectes de recerca a Berlín, Göttingen i Frankfurt.
El 1986 obtingué una càtedra de Filologia Neogrega i Bizantina a la Universitat del Ruhr a Bochum. El 1993 acceptà l'oferiment d'una càtedra a la Universitat Lliure de Berlín i hi romangué fins que el 2005 esdevingué catedràtic emèrit d'Estudis Bizantins. A més a més, des del 1993 fins al 2001 fou president del Cercle d'Estudis de Bizantinistes Alemanys i, després, en fou vicepresident fins al 2005.
Els seus centres d'interès inclouen la literatura romana d'Orient mitjana i tardana, així com la historiografia, sobretot la codicologia i la crítica textual.
Ha rebut diversos homenatges per les seves contribucions als estudis romans d'Orient. El desembre del 1998 fou guardonat amb l'Orde del Fènix pel president de Grècia. El maig del 2006 fou nomenat doctor honoris causa per la Universitat Aristotèlica de Tessalònica. Aquell mateix any esdevingué fellow de la Fundació Alexander S. Onassis a Atenes, el 2007 fou professor visitant a la Universitat Ortodoxa de Sant Ticó per a les Humanitats a Moscou i el 2007-2008 feu de Visiting scholar for Byzantine Studies al centre de recerca de Dumbarton Oaks. El 2007 esdevingué catedràtic visitant a la Universitat Ortodoxa de Sant Ticó.